# Lijst van burgemeesters van Waardenburg
Dit is een lijst van burgemeesters van de voormalige Nederlandse gemeente Waardenburg tot die gemeente in 1978 opging in Neerijnen.
| Ambtsperiode | Naam burgemeester                        | Partij of stroming | Bijzonderheden                                           |
| ------------ | ---------------------------------------- | ------------------ | -------------------------------------------------------- |
| 18?? - 1840  | David (D.) Spillenaar                    |                    |                                                          |
| 1840 - 1883  | Nicolaas (N.) Spillenaar                 |                    | zoon van voorganger                                      |
| 1883 - 1899  | Willem (W.) Wijnveldt                    |                    |                                                          |
| 1899 - 1920  | Hans Willem baron van Pallandt           |                    |                                                          |
| 1920 - 1927  | jhr. Mathieu Lambert van Geen            |                    | later burgemeester van Putten                            |
| 1927 - 1932  | Willem Constantijn baron van Randwijck   |                    | later burgemeester van Heerde                            |
| 1932 - 1936  | Justinus Hendrik Egbert baron van Nagell |                    | later burgemeester van Doorn                             |
| 1936 - 1948  | jhr. mr. W.G. van der Wyck               | CHU                | later burgemeester van Kockengen                         |
| 1949 - 1970  | Gulian ( G.E.H.) Tutein Nolthenius       |                    | vanaf maart 1969 waarnemend                              |
| 1970 - 1978  | Willem (W.) van Veeren                   | CHU                | waarnemend, tevens burgemeester van Kerkwijk (1955-1975) |